# Осман Їлдирим
Осман Їлдирим (тур. Osman Yıldırım; нар. 25 березня 1996) — турецький борець греко-римського стилю, чемпіон світу серед студентів, чемпіон Європи серед молоді, багаторазовий призер чемпіонатів світу та Європи у молодших вікових категоріях, срібний призер Кубку світу.

## Життєпис
Боротьбою почав займатися з 2008 року.
Виступаэ за борцівський клуб «M. TA Ankara», Анкара. Тренер — Ірфан Гулірмак.

## Спортивні результати на міжнародних змаганнях

### Виступи на Чемпіонатах світу
| Змагання                        | Збірна    | Вагова категорія                  | Місце |
| ------------------------------- | --------- | --------------------------------- | ----- |
| Чемпіонат світу з боротьби 2021 | Туреччина | греко-римська боротьба, до 130 кг | 5     |

### Виступи на Європейських іграх
| Змагання              | Збірна    | Вагова категорія                  | Місце |
| --------------------- | --------- | --------------------------------- | ----- |
| Європейські ігри 2019 | Туреччина | греко-римська боротьба, до 130 кг | 6     |

### Виступи на Кубках світу
| Змагання                    | Збірна    | Вагова категорія                  | Місце  |
| --------------------------- | --------- | --------------------------------- | ------ |
| Кубок світу з боротьби 2020 | Туреччина | греко-римська боротьба, до 130 кг | Срібло |
| Кубок світу з боротьби 2022 | Туреччина | команда                           | 4      |

### Виступи на Середземноморських іграх
| Змагання                    | Збірна    | Вагова категорія                  | Місце  |
| --------------------------- | --------- | --------------------------------- | ------ |
| Середземноморські ігри 2022 | Туреччина | греко-римська боротьба, до 130 кг | Золото |

### Виступи на Іграх ісламської солідарності
| Змагання                          | Збірна    | Вагова категорія                  | Місце  |
| --------------------------------- | --------- | --------------------------------- | ------ |
| Ігри ісламської солідарності 2017 | Туреччина | греко-римська боротьба, до 130 кг | Золото |
| Ігри ісламської солідарності 2022 | Туреччина | греко-римська боротьба, до 130 кг | Срібло |

### Виступи на Чемпіонатах світу серед студентів
| Змагання                                        | Збірна    | Вагова категорія                  | Місце  |
| ----------------------------------------------- | --------- | --------------------------------- | ------ |
| Чемпіонат світу з боротьби серед студентів 2016 | Туреччина | греко-римська боротьба, до 130 кг | 5      |
| Чемпіонат світу з боротьби серед студентів 2018 | Туреччина | греко-римська боротьба, до 130 кг | Золото |

### Виступи на інших змаганнях
| Змагання                                       | Збірна    | Вагова категорія                  | Місце  |
| ---------------------------------------------- | --------- | --------------------------------- | ------ |
| Кубок Ядегара Імама 2014                       | Туреччина | греко-римська боротьба, до 130 кг | 15     |
| Турнір Вехбі Емре 2014                         | Туреччина | греко-римська боротьба, до 130 кг | 18     |
| Турнір Вехбі Емре і Гаміта Каплана 2015        | Туреччина | греко-римська боротьба, до 130 кг | 7      |
| Кубок Алроси 2015                              | Туреччина | греко-римська боротьба, до 130 кг | 5      |
| Золотий Гран-прі з боротьби 2015               | Туреччина | греко-римська боротьба, до 130 кг | 7      |
| Турнір Вехбі Емре і Гаміта Каплана 2016        | Туреччина | греко-римська боротьба, до 130 кг | Бронза |
| Золотий Гран-прі з боротьби 2016               | Туреччина | греко-римська боротьба, до 130 кг | 8      |
| Кубок Тахті 2017                               | Туреччина | команда                           | 4      |
| Турнір Вехбі Емре і Гаміта Каплана 2017        | Туреччина | греко-римська боротьба, до 130 кг | Бронза |
| Меморіал Іона Корнеану і Ладислава Сімона 2017 | Туреччина | греко-римська боротьба, до 130 кг | 5      |
| Меморіал Болата Турлиханова 2017               | Туреччина | греко-римська боротьба, до 130 кг | 12     |
| Кубок Тахті 2018                               | Туреччина | греко-римська боротьба, до 130 кг | Срібло |
| Турнір Г. Картозія і В. Балавадзе 2018         | Туреччина | греко-римська боротьба, до 130 кг | 12     |
| Турнір Вехбі Емре і Гаміта Каплана 2018        | Туреччина | греко-римська боротьба, до 130 кг | 12     |
| Гран-прі Загреба з боротьби 2019               | Туреччина | греко-римська боротьба, до 130 кг | 5      |
| Турнір міста Сассарі з боротьби 2019           | Туреччина | греко-римська боротьба, до 130 кг | Золото |
| Меморіал Олега Караваєва 2019                  | Туреччина | греко-римська боротьба, до 130 кг | Золото |
| Меморіал Маттео Пелліконе 2020                 | Туреччина | греко-римська боротьба, до 130 кг | 10     |
| Кубок Владислава Пітласинські 2020             | Туреччина | греко-римська боротьба, до 130 кг | Бронза |
| Гран-прі Загреба з боротьби 2021               | Туреччина | греко-римська боротьба, до 130 кг | Золото |
| Турнір Вехбі Емре і Гаміта Каплана 2021        | Туреччина | греко-римська боротьба, до 130 кг | Золото |
| Відкритий чемпіонат Загреба з боротьби 2022    | Туреччина | греко-римська боротьба, до 130 кг | Золото |
| Турнір Вехбі Емре і Гаміта Каплана 2022        | Туреччина | греко-римська боротьба, до 130 кг | Золото |
| Меморіал Болата Турлиханова 2022               | Туреччина | греко-римська боротьба, до 130 кг | Золото |
| Турнір К. У. Кожомкула і Р. Санатбаєва 2023    | Туреччина | греко-римська боротьба, до 130 кг | Бронза |

### Виступи на змаганнях молодших вікових груп
| Змагання                                       | Збірна    | Вагова категорія                  | Місце  |
| ---------------------------------------------- | --------- | --------------------------------- | ------ |
| Чемпіонат світу з боротьби серед юніорів 2014  | Туреччина | греко-римська боротьба, до 120 кг | Бронза |
| Чемпіонат Європи з боротьби серед юніорів 2015 | Туреччина | греко-римська боротьба, до 120 кг | Бронза |
| Чемпіонат світу з боротьби серед юніорів 2015  | Туреччина | греко-римська боротьба, до 120 кг | Бронза |
| Чемпіонат Європи з боротьби серед юніорів 2016 | Туреччина | греко-римська боротьба, до 120 кг | Бронза |
| Чемпіонат світу з боротьби серед юніорів 2016  | Туреччина | греко-римська боротьба, до 120 кг | Срібло |
| Чемпіонат Європи з боротьби серед молоді 2016  | Туреччина | греко-римська боротьба, до 130 кг | 12     |
| Чемпіонат Європи з боротьби серед молоді 2017  | Туреччина | греко-римська боротьба, до 130 кг | Золото |
| Чемпіонат світу з боротьби серед молоді 2017   | Туреччина | греко-римська боротьба, до 130 кг | 9      |
| Чемпіонат Європи з боротьби серед молоді 2018  | Туреччина | греко-римська боротьба, до 130 кг | Срібло |
| Чемпіонат світу з боротьби серед молоді 2018   | Туреччина | греко-римська боротьба, до 130 кг | Срібло |
| Чемпіонат Європи з боротьби серед молоді 2019  | Туреччина | греко-римська боротьба, до 130 кг | Бронза |
| Чемпіонат світу з боротьби серед молоді 2019   | Туреччина | греко-римська боротьба, до 130 кг | Бронза |